# Klatrevæg
En klatrevæg er en væg af træ, beton eller lignende materialer, som er beregnet til klatring. Væggen kan opføres indendørs eller udendørs. Der er ofte greb, som kan flyttes hvis man vil bygge nye ruter. 
En godkendt klatrevæg skal bygges efter standarden - DS/EN 12572-1  fra 2007 - kaldet: Kunstige klatrevægge – Del 1: Sikkerhedskrav og prøvningsmetoder for kunstige klatrevægge med sikringspunkter.
Der findes en lavere type klatrevæg (mindre end 4½ m), der kaldes en boulder. Her klatres uden sikkerhedsudstyr, men over madrasser. 
De største klatrevægge i Danmark findes i Københavns klatrecenter, Blocs & Walls, på Refshaleøen. Blocs & Walls ejes af Dansk Bjerg- og Klatreklub, i Århus Klatreklub i Århus og i Viborg. Også i Skovlunde og Skælskør findes store klatrevægge. I Roskilde og Odense er boulderklubber med store vægge til bouldering.